# Ergavia meropidaria
Ergavia meropidaria là một loài bướm đêm trong họ Geometridae.